# Otto von Reinsberg
Otto, Freiherr von Reinsberg, né en 1822 et mort le 26 octobre 1876 à Stuttgart est un historien ainsi qu'un linguiste et un spécialiste des cultures allemand.

## Biographie
Reinsberg a tout d'abord embrassé la carrière militaire dans le 27e régiment d'infanterie. Cependant, après quelques années, il quitte l'armée avec le grade de capitaine de cavalerie et se consacre aux recherches linguistiques et à l'étude des cultures.
Le 20 octobre 1845, il se marie avec Ida von Düringsfeld, écrivain déjà célèbre qui s'est fait un nom jusqu'alors par ses poèmes, nouvelles et romans. Il la passionne pour la linguistique et l'étude des cultures. Ida accompagne ensuite son mari dans ses longs voyages en Bohème, en Italie, en Dalmatie, en Belgique et en Suisse. Ils rédigent en commun au cours des années suivant leur mariage plusieurs travaux scientifiques.
Il s'est suicidé le jour suivant la mort de son épouse.

## Famille
Le couple von Reinsberg-Düringsfeld a deux enfants, Marco Mechitar von Reinsberg (né le 31 juillet 1846 à Venise et mort le 30 mars 1978 à Manhattan, New York) qui, après une courte carrière militaire (il quitte l'armée en 1869 en tant que lieutenant de seconde au 60e régiment d'infanterie (de)), est contraint de quitter le pays, devient acteur contre la volonté de ses parents et émigre en Amérique, et Zora Dolores (née le 15 juillet 1853 à Raguse), qui meurt alors qu'elle est encore enfant.

## Publications
- La Littérature tchèque de nos jours, Imp. de E. Guyot, Bruxelles, 1858
- Calendrier belge - Fêtes religieuses et civiles, usages, croyances et pratiques populaires des Belges anciens et modernes, F. Claassen, Bruxelles, 1862 [lire en ligne]
- Die Frau im Sprichwort, H. Fries, Leipzig, 1862
- Fest-Kalender aus Böhmen - Ein Beitrag zur Kenntniss des Volkslebens und Volksglaubens in Böhmen, J.L. Kober, Prague, 1862
- Internationale Titulaturen, H. Fries, Leipzig, 1863
- Das Kind im Sprichwort, H. Fries, Leipzig, 1864
- Das Wetter im Sprichwort, H. Fries, Leipzig, 1864
- Culturhistorische Studien aus Meran - Sprache, Literatur, Volksgebräuche, Zunftwesen, mit vielen ungedruckten Documenten, List & Francke, Leipzig, 1874